# Bezirkskrankenhaus Lienz

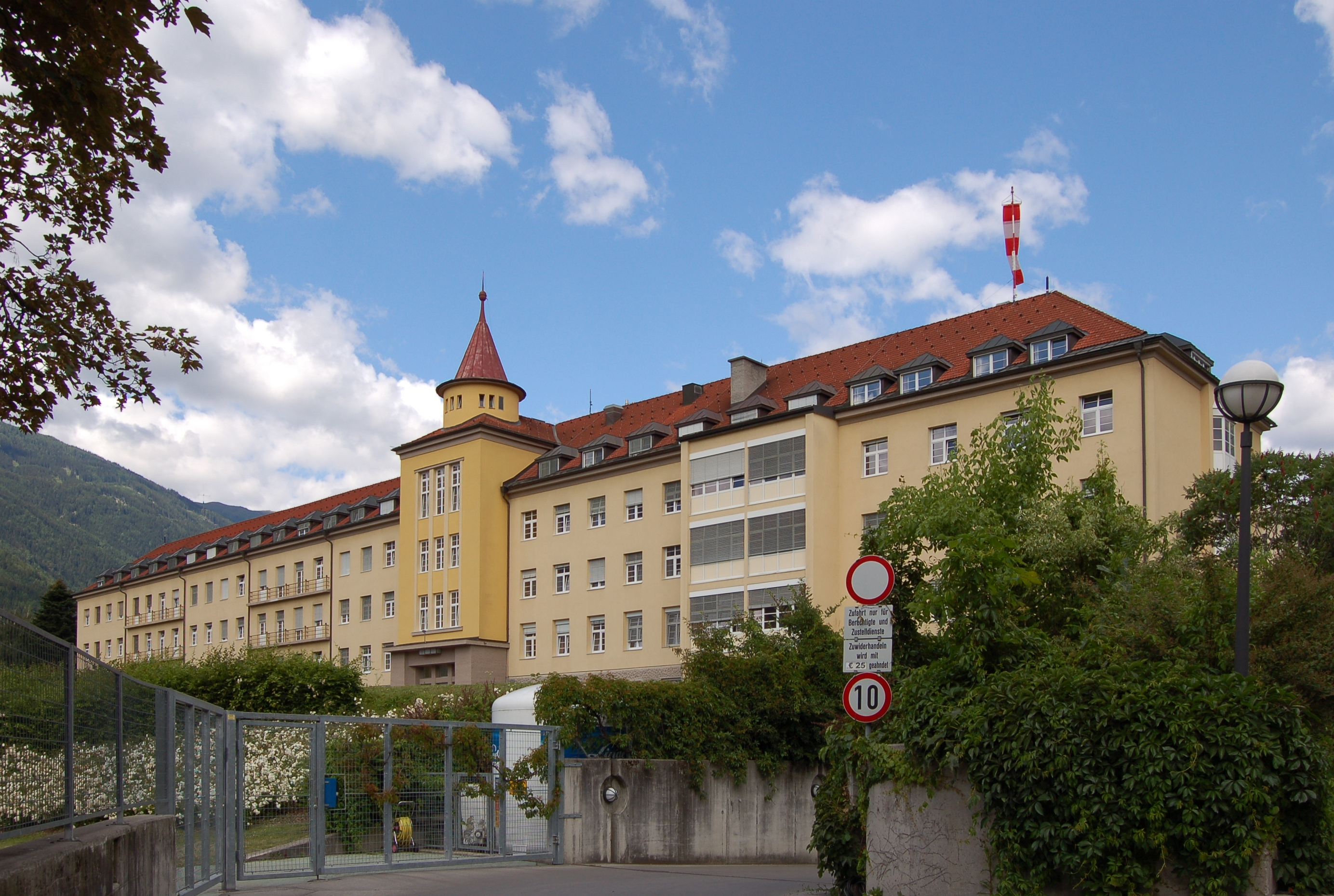
Bezirkskrankenhaus Lienz

Das Allgemeine öffentliche Bezirkskrankenhaus Lienz ist ein Krankenhaus in der Bezirkshauptstadt Lienz. Es hat seine Wurzeln im ehemaligen Bürgerspital und wurde im Jahr 1931 in der Emanuel-von-Hibler-Straße eröffnet.

## Geschichte
Nachdem sich das heute als Bundes-Oberstufenrealgymnasium Lienz genutzte Bürgerspital in der Zwischenkriegszeit als nicht mehr ausbaufähig erwies, fasste die Bürgermeisterkonferenz des Bezirks Lienz am 26. März 1926 den Beschluss, die Tiroler Landesregierung um die gesetzlichen Regelungen für den Neubau des Krankenhauses zu ersuchen. Zudem gründete sich ein Ausschuss, die den Neubau des Krankenhauses weiterverfolgen sollte. Die Finanzierung erfolgte zu drei Viertel von Bund und Land Tirol, ein Viertel übernahmen die Osttiroler Gemeinden. Als Bauplatz wurden die Felder östlich des Moarhofes ausgewählt, wobei sich das Gelände zu dieser Zeit noch in der Gemeinde Patriasdorf befand. Mit der Planung wurde der Architekt Hans Menardi beauftragt, der auch die oberste Bauleitung übernahm. Nach dem offiziellen Spatenstich am 27. Mai 1929 erfolgte bis 1931 der Bau der Haupt- und Nebengebäude und die Errichtung einer Villa für den Primar. Nach dem Abschluss der Arbeiten im September 1931 erfolgte am 8. September die offizielle Eröffnung des Krankenhauses in Anwesenheit von Bundespräsident Wilhelm Miklas. Die Übersiedlung aus dem Bürgerspital wurde am 16. Dezember durchgeführt.
Das Krankenhaus verfügte nach der Eröffnung über insgesamt 144 Betten. Nach der Machtübernahme der Nationalsozialisten führte das Krankenhaus den Namen „Kreiskrankenhaus Lienz“. Infolge des Zweiten Weltkrieges wurden mit 31. März 1941 30 Betten als „Teillazarett C“ der Wehrmacht zur Verfügung gestellt.
Zwischen 1955 und 1958 wurde das Bezirkskrankenhaus nach Plänen von Rudolf Furtschegger und Hans Buchrainer um ein Infektionshaus erweitert. 1958/59 folgte die Krankenpflegeschule nach Plänen von Buchrainer und Otto Gruber. Die Krankenpflegeschule war dabei notwendig geworden, um die in der Krankenpflege tätigen Barmherzigen Schwestern durch weltliches Personal zu unterstützen.
1964/65 wurde das Krankenhaus zudem durch Architekt Rudolf Stotter um eine Wochenstation mit HNO-Abteilung erweitert.  Die letzten Erweiterungen des Krankenhauses erfolgte im Jahr 1966, als ein Ärzte- und Schwesternhaus errichtet wurde sowie zwischen 1989 und 2001, als weitere Zubauten durch die Architektengemeinschaft Scherzer-Thielmann-Griessmann gebaut wurden und die Kapelle eine Umgestaltung erfuhr.

## Gebäude
Bei dem Hauptgebäude des Bezirkskrankenhauses handelt es sich um einen langgestreckten, viergeschoßigen Kernbau mit abgewalmten Satteldach und asymmetrisch ausgeführtem Eingangsrisalit, in dem auch die Kapelle untergebracht wurde. Der heutige Eingangsbereich befindet sich in einem modernen Anbau, zudem bestehen mehrere, dem Altbestand angepasste Zubauten.
Die Hauskapelle zur Schmerzhaften Muttergottes wurde im Jahr 2000 umgebaut und am 1. Mai 2001 neu geweiht. Sie ist nach Norden ausgerichtet und erstreckt sich über zwei Geschoße, wobei die Apsis aus einer verglasten Stahlrohrkonstruktion besteht.

## Wirtschaftliche Daten
Das Bezirkskrankenhaus Lienz verfügte 2005 über 361 Betten, wobei in diesem Jahr 17.766 Patienten stationär betreut wurden. Die Bettenauslastung erreichte einen Wert von 78 %. Insgesamt verfügte das Krankenhaus 2005 über 585 Beschäftigte, darunter 100 Ärzte und 284 Personen im Pflegedienst. Darüber hinaus gab es 87 Schüler an der Krankenpflegeschule. Die Betriebsausgaben beliefen sich auf rund 38 Millionen Euro.